# CM-Fragmente (Inschrift)
CM-Fragmente ist die inoffizielle Bezeichnung für zwei Fragmente von Inschriften des persischen Königs Kyros II. (C). Sie wurden auf der Murghab-Ebene (M) in Pasargadae entdeckt. Die Inschriften liegen in altpersischer Sprache vor. Ob Kyros II. die Inschriften anfertigen ließ, ist umstritten.

## Inhalt

### Erstes Fragment
„(1) Kūru[š …]“

### Zweites Fragment
„Großer König“

## Fundort
Das erste Fragment wurde im Oberflächenschutt auf einem Stein mit gemeißelten Kleiderfalten östlich des südöstlichen Portikus des Palasts P in Pasargadae gefunden, das zweite Fragment ebenfalls auf einem Stein mit Kleiderfalten in der Nähe einer landwirtschaftlich genutzten Zone 210 m nordöstlich des Zendan-e Soleymān.

## Forschungsgeschichte
Das erste Fragment wurde während der archäologischen Grabungen 1961 bis 1963 durch das British Institute of Persian Studies unter der Leitung von David Stronach gefunden und 1978 veröffentlicht. Das zweite Fragment wurde während der gleichen Expedition entdeckt und bereits 1965 veröffentlicht. Ursprünglich wurde das zweite Fragment als die fehlende altpersische Sprachversion der Inschrift CMc angesehen. Später wurde diese Zuweisung aufgrund einer eingehenden Analyse der Kleiderfalten zurückgezogen.